# Polypogon carpathica
Polypogon carpathica là một loài bướm đêm trong họ Noctuidae.